# Tramlijn 5 (Haaglanden)
Tramlijn 5 van HTM is een voormalige tramlijn in de regio Haaglanden, in de Nederlandse provincie Zuid-Holland.
De lijn werd in 2009 opnieuw ingesteld als zomerlijn op zon- en feestdagen op het traject Nootdorp - Scheveningen. Maar het stadsbestuur was van plan de zomerlijn per direct (m.i.v. het zomerseizoen 2017) op te heffen, met felle weerstand van GroenLinks. Dit plan werd niet uitgevoerd en tramlijn 5 bleef voorlopig rijden. Echter, sinds eind augustus 2016 reed de zomerlijn niet meer.

## Geschiedenis

### 1906-1963
- 1 februari 1906: In het ontwerp-tramplan 1904 werd een voorgenomen lijn E vermeld op het traject Beeklaan - Staatsspoor; in het goedgekeurde tramplan, waarin de lijncijfers waren gewijzigd in lijnnummers, kreeg deze lijn het nummer 5. Toen deze lijn in 1906 operationeel werd, werd het traject Regentesselaan/Loosduinseweg – Prinsessegracht; het laatste stukje, doortrekking naar het Staatsspoor, bleek technisch niet te realiseren. Lijn 5 was de eerste elektrische lijn van het tramplan-1904 die geen voorganger had in een voormalige paardentramlijn. De lijn voerde al direct over de route Regentesseplein, Koningsplein, Prins Hendrikstraat, ←Tasmanstraat, Witte de Withstraat, Piet Heinstraat/van Diemenstraat, Elandstraat→, Piet Heinplein, Hogewal, Scheveningseveer, Mauritskade, Dr. Kuyperstraat, Koninginnegracht, Prinsessegracht. Wijzigingen in deze route hebben zich in de loop der jaren eigenlijk alleen maar voorgedaan aan het zuidwestelijke eindpunt. Met deze wijzigingen volgde lijn 5 de twintigste-eeuwse uitbreidingen van bebouwd Den Haag in de richting van Loosduinen.
- 22 september 1916: Het eindpunt werd verlegd naar Loosduinseweg/Valkenboskade.
- 3 april 1928: Het eindpunt werd verlegd naar Laan van Eik en Duinen/Laan van Meerdervoort. Het verlaten trajectdeel Weimarstraat - Loosduinsekade zou op 21 juli 1928 worden overgenomen door lijn 14. De in het tramplan 1927 genoemde verlenging via Herenbrug naar Staatspoor is er nooit gekomen.[3]
- 1 mei 1928: Het eindpunt werd verlegd naar Laan van Meerdervoort/Pioenweg.
- 23 februari 1936: Het eindpunt werd ingekort tot Mient/Moerbeiplein. Het verlaten trajectdeel Mient - Laan van Meerdervoort/Pioenweg werd nu nog slechts bereden door lijn 20.
- 23 november 1940: Het eindpunt werd verlegd naar de Appelstraat.
- 17 november 1944: De dienst op alle Haagse tramlijnen werd gestaakt vanwege energieschaarste.
- 11 juni 1945: De dienst van lijn 5 werd hervat, aanvankelijk op het traject Appelstraat – Kerkplein en anderhalve maand later weer op het oude traject, Appelstraat – Prinsessegracht.
- 8 december 1963: Lijn 5 werd opgeheven, tegelijk met lijn 2 (deze beide lijnen bereden voor een groot deel hetzelfde traject) en vervangen door buslijn 2.

### 2009-2018
- 12 april 2009: De tweede lijn 5 werd ingesteld als 'strand express', een zomerlijn die uitsluitend op zon- en feestdagen rijdt op het traject Nootdorp – Scheveningen (Noorderstrand). De lijn maakt gebruik van bestaande tracés van de lijnen 9 en 15.
- 26 augustus 2018: Lijn 5 werd opgeheven.

| Jaar | Begin    | Einde        | Bijzonderheden |
| ---- | -------- | ------------ | --- |
| 2009 | 12 april | 13 september | Lijn 5 maakte ook gebruik van bestaand tracé van lijn 17. |
| 2010 | 6 juni   | 12 september | Lijn 5 vervangt vanaf 2010 lijn 15 op de dagen dat hij operationeel is. |
| 2011 | 2 juni   | 11 september | |
| 2012 | 27 mei   | 16 september | |
| 2013 | 9 mei    | 1 september  | Lijn 5 reed vanwege werkzaamheden op de Bosbrug via Rijswijkseplein, Centraal Station/Schedeldoekshaven, Kalvermarkt-Stadhuis, Hofweg en Korte Voorhout. |
| 2014 | 29 mei   | 31 augustus  | |
| 2015 | 14 mei   | 23 augustus  | Lijn 5 reed vanwege werkzaamheden op het Spui, op de Spuibrug en op het Zieken via het Rijswijkseplein en Weteringplein. |
| 2016 | 5 mei    | 21 augustus  | Lijn 5 reed tot 27 juni 2016 en vanwege werkzaamheden op het Spui, op de Spuibrug en op het Zieken via het Rijswijkseplein en Weteringplein. Vanaf 3 juli 2016 reed lijn 5 vanwege werkzaamheden op de Rijswijkseweg (een gedeelte) via Laakkade en Oudemansstraat. Daarnaast reed lijn 5 weer over het Zieken en stopt bij onder andere halte Bierkade. |
| 2017 |          |              | Lijn 5 reed dit jaar niet vanwege een herinrichting op het Stationsplein bij Station HS. |
| 2018 |          |              | Lijn 5 is sinds 2018 opgeheven. Lijnen 9 en 15 bleven op de rest van de route van lijn 5 rijden. |

## Foto's

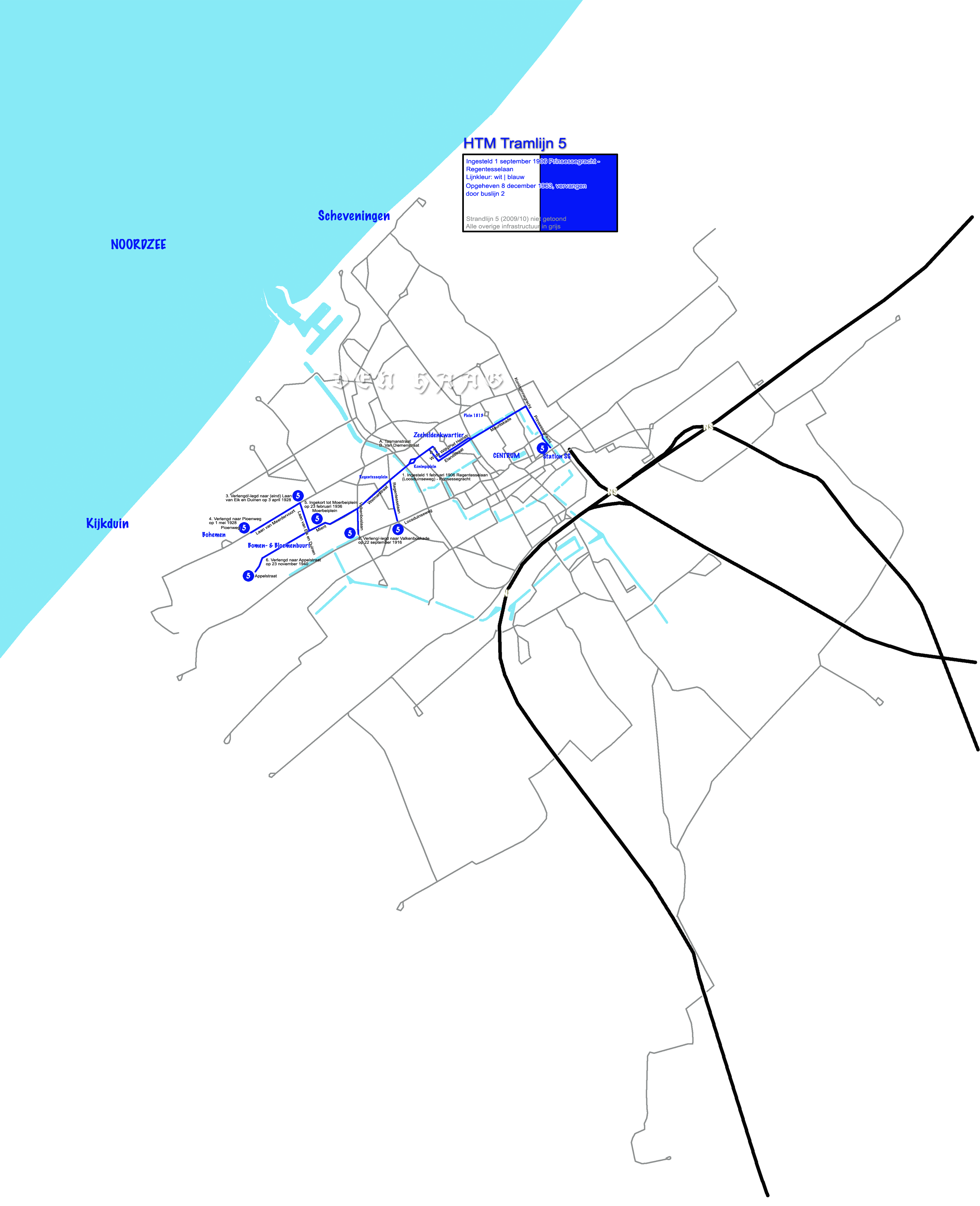
Oude routes van lijn 5.
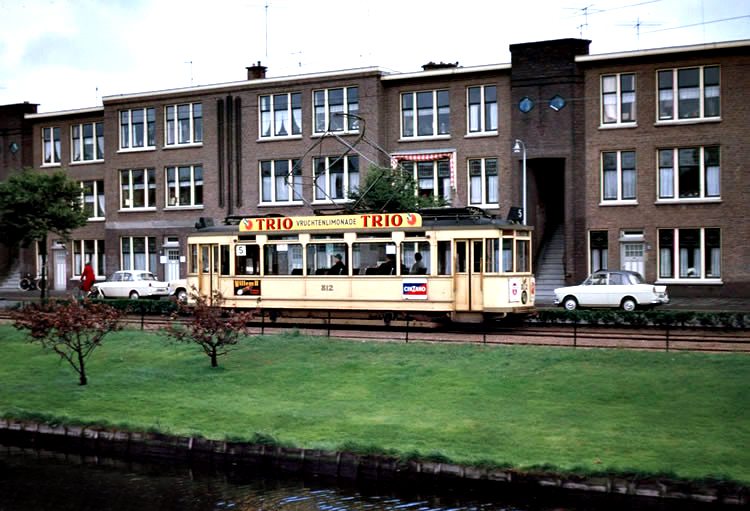
Motorwagen 812 in 1963 op de Mient op weg naar de Prinsessegracht.